# إدوين إرنست سالبيتر
إدوين إرنست سالبيتر (3 ديسمبر 1924 - 26 نوفمبر 2008) عالم فيزياء الفلك نمساوي وأسترالي وأمريكي.

## الروابط الخارجية
- صفحة ميدالية بروس
- صفحة السيرة الذاتية
- نص مقابلة التاريخ الشفوي مع إدوين إرنست سالبيتر 30 مارس 1978 ، المعهد الأمريكي للفيزياء ، مكتبة وأرشيف نيلز بور
- أجرى المقابلة مارك تورين في 12 نوفمبر 2008 (فيديو)